# Oh Kyo-moon
Oh Kyo-moon (hangul 오교문, ur. 2 marca 1972) – koreański łucznik klasyczny. Trzykrotny medalista olimpijski.
Brał udział w dwóch igrzyskach (IO 96, IO 00), na obu zdobywał medale w drużynie: w Atlancie Koreańczycy z Południa zdobyli srebro, cztery lata później złoto. W Atlancie sięgnął również po brąz w rywalizacji indywidualnej. W 1995 był dwukrotnym medalistą mistrzostw świata: zdobył brąz indywidualnie i złoto w drużynie. Również w drużynie zwyciężał w igrzyskach azjatyckich w 1994 i 1998.